# 夢はここから生放送 ハッピィ
『夢はここから生放送 ハッピィ』（ゆめはここからなまほうそう ハッピィ）は、2013年4月13日から青森朝日放送（ABA）で土曜日9:30 - 10:35に放送されている生放送のローカル情報番組。

## 概要
2013年4月13日から放送開始。青森県内のお得な情報などを届ける。コーナーによっては、隔週で放送を行う。

## 放送時間
- 毎週土曜日 9:30 - 10:35
  - 番組開始から2024年3月までは、9:35 - 10:35放送。その後、県の広報番組『message』終了に伴って、2024年4月から5分繰り上がり、現在の放送時間になった。
  - 7月後半の「夏の高校野球青森大会」中継実施日は、番組休止となる[1]。
  - 10月上旬の「ABA番組祭」開催日は、その準備作業により、番組休止となる[1]。
  - 2016年4月16日の放送は、同日未明に発生した熊本地震の本震に伴うANN報道特別番組のため、休止となった。
  - 2017年10月7日から、系列キー局テレビ朝日では『題名のない音楽会』（テレビ朝日制作）を本番組放送時間帯の一部である土曜10:00 - 10:30に枠移動するが、青森朝日放送では先行ネットに移行となるため[2]、本番組に影響はない。
  - 2022年11月2日（水曜日）には、番組開始10周年記念として19時から『ハッピィ THE ゴールデン』として1時間のスペシャルとして放送した[3]。なお、このスペシャルは、同年12月30日15時35分から再放送を行った。

## 出演者
一部出演者は姉妹番組「夢はここから深夜放送 ラッキー」にも出演（レギュラーあるいはゲスト、VTRも含む）。
※詳しくはラッキーの出演者を確認。

### MC
- あべこうじ - あべは当番組生放送のために関東地方から青森に通っているが、日本政府による新型コロナウイルス感染拡大に関する緊急事態宣言が2020年4月7日に、新型コロナウイルス感染拡大防止に関する蔓延防止等重点措置が2021年4月9日(その後緊急事態宣言に変更)にそれぞれ発出されたことに伴い、2020年4月11日以降は自宅からリモートでの出演が多くなっている（移動制限が緩和された期間である6月20日から7月4日、10月3日から12月19日までと、2021年3月27日から4月10日まではスタジオに一時復帰）。
- 服部未佳（ABAアナウンサー） - 2023年4月1日より、4代目アシスタントMCに就任。2018年4月から中継などを担当していた。2017年度はVTRロケ等で不定期出演。

### スタジオレギュラー
- 木邨将太（ABAアナウンサー） - 2023年4月1日より。番組開始から2019年3月30日放送まで中継リポーターを担当していた。
- りんご娘（ピンクレディ・スターキングデリシャス・はつ恋ぐりん・金星） - グループとしては2018年4月より、通常は週替わりでメンバー1名が出演。現在のメンバーはグループ加入の2022年4月より出演。[4]
- 横山結衣（AKB48チーム8） - 2014年11月15日より月1回のレギュラーとして出演。※隔週[5]
- 先川栄蔵（元キューティーブロンズ・県産珍品ハンター）

### 中継リポーター （週替わり）
- 高坂友衣（元・ばーん）- 2016年4月より[6]
- 稲葉千秋（ABAアナウンサー）2023年4月より。2017年4月〜2018年3月まで、2代目アシスタントMCを担当。2018年〜2023年3月までは、ナレーションを担当していた。
- 寺崎美佑（ABAアナウンサー）2025年4月より。2024年度は不定期でVTR出演。
- 福代隼士（ABAアナウンサー）2025年4月より。2024年度は不定期でVTR出演。

### 主なゲスト
- 梅沢富美男（俳優・番組御意見番） - 母の出身地である藤崎町の「ふじりんご故郷応援大使」・深浦町観光特使を務めるなど青森に縁が深い。座長を務める「梅沢劇団」県内公演の宣伝を兼ねての出演が多い。
  - 番組の内容によっては、青森県内市町村の首長が出演する事がある。

### VTR出演
- あどばるーん（小野ますのぶ・新山大） - 「ハッピィぐるめ」担当（2015年4月より）
- ギャレス・バーンズ（米国出身の三味線奏者・実業家） - 「ハッピィ珍道中」担当
- 増田由美子 - 「ハッピィ劇団」劇中出演

### 過去の出演者
- 落合由佳（当時・ABAアナウンサー） - 初代女性MC（番組開始～2017年3月25日）●
- 中井友紀（ABAアナウンサー） - スタジオレギュラー  （開始〜2018年3月31日放送をもって一度卒業）その後、2023年4月より中継リポーターに復帰。2025年3月に2度目の卒業をした。
- キューティーブロンズ（先川栄蔵・こさぶろう） - 「ハッピィぐるめ」担当（～2015年3月・2020年3月28日[7]）●
- 加田晶子（当時・ABAアナウンサー） - 中継リポーター（2016年3月19日放送をもって卒業）●
- 藤原祐輝（ABAアナウンサー）  -（2017年4月〜2023年3月） 2016年度はVTRロケ等で不定期出演。2017年度は中継リポーターを担当。その後はスタジオレギュラーを務め、2023年3月25日をもって卒業。

- 中村かさね（ABAアナウンサー） -（2018年4月〜2023年3月） 2018年4月7日より3代目女性MCを担当。2017年度はVTRロケなどで不定期出演。2023年3月25日をもって卒業。
- 澤田愛美（ABAアナウンサー） - （2019年4月〜2023年3月）主に中継リポーターを担当。番組開始～2018年3月31日（ABA入社前）まではタレントの「Amy（エイミー）」としてレギュラー出演[8]。
- 石塚絵里子（当時・ABAアナウンサー） - ナレーション（番組開始～2018年3月31日）、Amy（当時）の代役[9]としても出演。
- 高田千尋（元・ばーん） - 2016年4月より中継などを担当[6]
- 秋元美波（2013年10月12日～2014年3月29日）
- 以下は、アディーレ法律事務所所属（当時）の弁護士（「ハッピィ劇団」の法律解説も担当）
  - 今村幸正（当時・青森支店所属）（2014年2月22日まで）
  - 梅宮聡（当時・八戸支店所属）（2015年4月25日まで）
  - 正木裕美（2015年5月30日から）
- 「りんご娘」当時メンバー（以下の4名はグループ卒業の2022年3月まで出演）
  - とき（現・和海 ）
  - 王林
  - ジョナゴールド
  - 彩香（現・赤坂麻凪）
- ラッシャー板前 - 当番組の前に放送の「朝だ!生です旅サラダ」（朝日放送テレビ制作全国ネット）で青森県内からの生中継が行われた時、中継リポーターのアナウンサーと共に引き続き出演していたが、2022年3月を以って「旅サラダ」の出演を卒業[10]。
- 三村申吾（青森県知事） - 2023年の任期満了で退任。

## 主なコーナー
- ハッピィ生中継 - 青森県内各地から生中継を行うコーナー。
- ハッピィ天気予報 - りんご娘が、当日の天気と週間天気予報を紹介する。Amyが担当していた時期は、コーナーの最後にAmyが一眼レフカメラで撮影した「季節の一枚」を紹介していた。
- 3分でわかる!あおもり一週間 - 放送週の1週間におきたニュースを曜日別に紹介するコーナー。担当は藤原。
- ハッピィ珍道中 - 藤原とギャレスが、青森県内を歩いて回るコーナー。
- ハッピィぐるめ - 中村とあどばるーん（新山・小野）が、ひとつの食べ物について、青森県内のお店をめぐって、食べてリポートするコーナー。新山が進行を担当し、小野と中村が試食を行う。
  - 「ハッピィ珍道中」と「ハッピィぐるめ」は隔週で放送。
- ハッピィ劇団 - 増田由美子が座長になり中井と身近な法律に関する問題を演劇にするコーナー（月1回）。「アディーレ法律事務所」の弁護士が法律についての解説を行う。
- ハッピィマイク - あべが、マイクを持ち青森県内の街頭やイベント会場で、テーマを決めてインタビューを行うコーナー。
- わくわく生電話 - 視聴者が番組ホームページの応募フォームや電子メールやファックスからテーマに沿ったメッセージを送って応募し、あべが抽選。直接電話をかけて、それに出た視聴者に1万円のギフトカードが贈られる。
- ハッピィ体操 - エンディングにドキタンと一緒に、子供たちが番組オリジナルの体操を行うコーナー。
- ハッピィ情報局 - 藤原と中村が、商品の紹介や青森県内のイベント情報を行うコーナー。
- ハッピィぽいっ! - 「しあわせをあなたへ」というコンセプトで、キューティーブロンズのこさぶろうがコーナーの司会を行い、
あべこうじがいろいろとアドバイスをするコーナー（2014年11月1日～、現在は終了）。

## エピソード
2021年5月1日の放送ではエンディング中に緊急地震速報と宮城県沖を震源とする地震が発生し、急遽中井と中村の2人がヘルメット着用して、中村が地震情報を伝えた。